# Bilježnica smrti
Bilježnica smrti (eng. Death Note, jap. katakana: デスノート, romaji: Desu Nōto) je anime/manga, nastala 2006. godine.  Mangu je napisao Tsugumi Ohba, a ilustrirao Takeshi Obata. Radnja ove mange se događa u Japanu, u regiji Kantō, u Tokiju, gdje srednjoškolac Light Yagami nailazi na čudnu bilježnicu koja ubija sve čija su imena zapisana u nju.
Bilježnica smrti je kao manga počela izlaziti u prosincu 2003. godine sve do svibnja 2006. godine u tjednom Weekly Shōnen Jump časopisu i ima ukupno 108 poglavlja. Prema mangi napravljena su i tri igrana filma, videoigre i anime seriju koja se počela prikazivati 3. listopada 2006. godine.
U Hrvatskoj, nakladnik Algoritam je izdao svih dvanaest svezaka Bilježnice smrti, donijevši tu mangu na hrvatsko tržište 17. listopada 2011, u prijevodu Marije Esih i Marka Balena.

## Radnja
Light Yagami (jap. 夜神 月 Yagami Raito) je inteligentan adolescent kojem je većinu vremena dosadno i prezire sve što je zlo. Svaki dan gleda kako se kriminal u svijetu povećava, no on nažalost to ne može spriječiti, sve dok jedan dan 2003. godine ne naiđe na magičnu bilježnicu, Bilježnicu smrti. U bilježnici piše kako će svatko čije se ime upiše u nju umrijeti. Dotaknuvši bilježnicu ugleda pravog vlasnika Death Note-a (shinigamija (na japanskom 死神, u prijevodu "bog smrti") Ryuka (jap. リューク Ryūku), koji mu objasni sve njegove mogućnosti upotrebe, no odlučiti zatajiti određene informacije kako mu ne bi bilo dosadno, što je i u početku razlog zašto je uopće ispustio bilježnicu na zemlju. Light Yagami, odlučan da postane "Bog" novog svijeta, počne koristiti Bilježnicu smrti za masovna ubojstva kriminalaca, kako bi zbrisao pojam zločina s lica Zemlje i stvorio utopiju u kojoj bi on bio vrhovni vladar. Bilježnica smrti sadrži više pismenih uputa a ovo su najvažnije:
- Osoba čije je ime napisano u ovu bilježnicu će umrijeti.
- Ova bilježnica ne funkcionira ako se u mislima nema lice osobe zapisane u nj, stoga neće djelovati na osobe istog imena i prezimena.
- Ako je uzrok smrti napisan u roku od 40 sekundi (mjereći u ljudskom vremenu) nakon što je napisano ime osobe, tako će se i dogoditi.
- Ako uzrok smrti nije naveden, osoba će umrijeti od infarkta.
- Nakon navedenog uzroka smrti, detaljne okolnosti smrti potrebno je napisati u idućih 6 minuta i 40 sekundi.

Postoji još pravila koja su uobičajeno navedena na početku svakog poglavlja.
Uskoro, mnogobrojne smrti kriminalaca upadnu u oko japanskoj policiji koja uz pomoć Interpola unajmljuje najboljeg detektiva na svijetu poznatog samo po imenu L (jap. エル Eru). L uskoro saznaje da je "Kira" (jap. キラ, ime kako javnost imenuje Lighta nastalo od engleske riječi "Killer" (eng. "ubojica")) u Japanu i da može ubiti ljude bez da ih dotakne, samo znajući njihovo ime i lice. Light saznaje da će mu L biti najveći neprijatelj i započinje s njim igru mačke i miša. Kreće u potragu za L-ovim pravim imenom kako bi ga mogao ubiti i nastaviti masakr kriminalaca. Nažalost, L nije laka meta i tako borba između L i Lighta započinje.
Light počne stvarati alibi pomažući L-ovom timu u potrazi za Kirom. L svejedno misli da je Light Kira. U radnju se uključuje i model Misa Amane (jap. 弥 海砂 Amane Misa), drugi Kira, koja je bolesno zaljubljena u Lighta i još ga više voli jer zna da je on Kira, koji je ubio ubojice njezinih roditelja. Misin ženski shinigami je Rem (jap. レム Remu).  Misa i Light surađuju, a L počinje jako sumnjati na njih. Kako bi se riješio L-a, Light, zajedno s Misom, se privremeno odriče vlasništva nad bilježnicom smrti - brišući im sjećanja na shinigamije i bilježnicu - i stavljeni su pod L-ov neprestani nadzor.
Tijekom nadzora, pojavljuje se treći Kira u sklopu Yotsuba grupe. LIght i Misa su oslobođeni kad postane očito da nisu odgovorni za ubojstva Yotsubinih rivala. Istražni tim saznaje da je treći Kira član Yotsube Kyosuke Higuchi i pokušaju ga zarobiti. Prilikom hapšenja, Light ponovno dobije vlasništvo nad bilježnicom smrti "sve ide po [njegovom] planu", i ubije Higuchija, dok istražni tim sazna za bilježnice smrti i shinigamije. Light završi svoj složeni plan izmanipulirajući Rem da ubije i L-a i sebe. Light preuzme ulogu L-a nakon L-ove smrti i nastavlja lažan lov na Kiru.
Priča se nastavlja četiri godine kasnije, kad se u potjeru uključuju L-ovi nasljednici iz Watarijevog sirotišta, Near (jap. ニア Nia), koji kao detektiv surađuje s CIA-om i FBI-jem te Mello (jap. メロ Mero), koji je član mafije. Istražitelji slučaja Kira surađuju s Lightom, jer ne shvaćaju da je serijski ubojica. Mellov prvi potez je otmica šefa japanske policije i nakon smrti taoca, otmica Lightove sestre Sayu, koju koristi kao taokinju da dobije bilježnicu smrti. Lightov tim spasi Sayu i saznaju Mellovo pravo ime nakon što Raitov otac Souichiro zamijeni pola svog preostalog životnog vijeka za Ryuukovu sposobnost da otkrije bilo čije ime, ali kasnije premine od posljedica ranjavanja.
Istovremeno, Near i nekoliko članova tima počinju sumnjati da je Light Kira. Zbog toga, Light nagovori Misu da se odrekne vlasništva nad bilježnicom smrti i napravi novog Kiru, Teru Mikamija, tužitelja i osobu koja žustro podržava Kiru. Mikami ubije Kirinog bivšeg glasnogovornika jer je bio pohlepan i regrutira Kiyomi Takadu, novinarku i Lightovu bivšu curu, da ga zamijeni. Mello se vrati i otme Kiyomi, koja ga uspije ubiti skrivenim komadićem papira iz bilježnice smrti.
Light zatim upiše Kiyomi u bilježnicu smrti, zbog čega ova počini samoubojstvo, kako ga ne bi mogla optužiti, ali Mikami, nesvjestan toga što je Light učinio, ju pokuša ubiti vlastitom bilježnicom.
Na kraju se svi (u tom trenutku) živi likovi nađu u skladištu i Near uspije raskrinkati Lighta. Near otkrije da je zamijenio Mikamijevu bilježnicu lažnjakom i po imenima u njoj uspije dokazati da je Light Kira. Light počne paničariti i, nakon što pokuša ubiti prisutne osobe posljednjim komadićem papira iz bilježnice smrti, Matsuda ga upuca nekoliko puta. Pa ipak, ne umire istog trena, već ranjen bježi, dok Ryuku priča kako je na samom početku rekao Lightu da će upisati njegovo ime u svoju bilježnicu; Ryuku upisuje "Light Yagami" i ubija Lighta infarktom, po dogovoru, te Light ispred sebe prije smrti vidi L-a, dok smrt na stepenicama predstavlja da Light ne može ići ni u raj ni u pakao, što je jedno od pravila bilježnice. Nagoviješta se da je Misa počinila samoubojstvo, jer u zadnjoj sceni u kojoj je prisutna stoji na rubu krova zgrade.
Na kraju se zaključuje da je ono što je Ryuku rekao Lightu, da čovjek koji se služi Bilježnicom smrti ne može ići ni u raj ni u pakao, istinito za sve ljude, jer je još jedno pravilo bilježnice svi ljudi nakon što umru idu u Mu (jap. 無 mu), ništavilo, tj. prestanu postojati.

## Likovi

### Glavni likovi
Light Yagami (jap. 夜神 月 Yagami Raito) je glavni lik u Bilježnici smrti. On je tipičan sedamnaestogodišnjak, veoma pametan, popularan u školi, ali zato i jako dosadnog života. Light prezire kriminalce i zato čim dobije Bilježnicu smrti u ruke, koja je spuštena iz Shinigamijevog svijeta u ljudski, započinje svoje suđenje zločincima. San mu je stvoriti savršeni svijet bez kriminala u kojemu će on biti bog. Za sebe samog smatra da je utjelovljenje pravde.
L Lawliet (jap. エル・ローライト Eru Rōraito) je svjetski poznat detektiv čiji je cilj pronaći i uhititi Kiru. L ima dosta mana kao što je sjedenje na čudan način, ili jedenje slatkiša usred sastanka. Uvjeren je da je Light Kira, ali nema dokaza. Ima nevjerojatne sposobnosti zaključivanja i njegove strategije u većini slučajeva upale. Smatra se da L ima Aspergerov sindrom.
Soichiro Yagami (jap. 夜神 総一郎 Yagami Sōichirō) jedan je od glavnih likova u priči Death Note-a. Lightov je otac te je šef japanske policije. Tipičan je otac, no to se promijeni nakon što se slučaj Kira razvije. Uzima "Shinigami oči" od Ryuka te nakon misije opkole Mellove baze biva upucan i umire u miru, misleći da Light nije Kira.
Misa Amane (jap. 弥 海砂 Amane Misa) je fotomodel i japanski idol. Djetinjasta je i često priča sama sa sobom u 3. licu nazivajući se "Misa-Misa". Misa je ludo zaljubljena u Lighta iako on na nju gleda samo kao na izvor informacija jer ima "Shinigami oči", koje joj omogućuju da pod cijenu skraćenog trajanja života vidi ime i životni vijek osobe čim joj vidi lice. Kira je ubio kriminalca koji je ubio njenu obitelj i zbog toga Misa obožava Kiru.
Near (jap. ニア Nia) je detektiv koji je prvi na popisu L-ovih nasljednika. Isto kao sto se L nekada zna igrati slatkišima, Near se voli igrati s igračkama za malu djecu i svojom vlastitom kosom. Za vrijeme istrage zvao se N ali pravo ime mu je Nate River.
Mello (jap. メロ Mero) je detektiv koji je zajedno s Nearom trebao postati L-ov nasljednik. Stalno jede čokoladu i za razliku od Neara i L dosta često dopušta da ga njegovi osjećaji kontroliraju i smetaju istrazi. Njegovo pravo ime je Mihael Keehl.
Touta Matsuda (jap. 松田 桃太 Matsuda Tōta) je detektiv u japanskoj policiji koji radi na slučaju "Kira". Najmlađi je i najneiskusniji od istraživačkoga tima. Priznaje za sebe da je slab čovjek te je više neutralan oko Kire nego ostali. Često se ponaša nezrelo, na primjer kada Misu Amane zove "Misa-Misa".
Shuichi Aizawa (jap. 相沢 周市 Aizawa Shūichi) je detektiv u japanskoj policiji koji radi na slučaju "Kira". Po karakteru je racionalan i zreo, te je jedan od najiskusnijih u grupi. Oženjen je te ima dvoje djece. Jedan je od glavnih u razotkrivanju Lighta kao Kire. Misa ga zove "Monchichi".
Kanzo Mogi (jap. 模木完造 Mogi Kanzō) je zaštitar koji radi u japanskoj policiji. Misin je osobni čuvar, te je povučen i samozatajan. Misa ga zove "Mochi".

### Shinigami (Bogovi Smrti)
Ryuk je Shinigami koji je ispustio bilježnicu smrti na zemlju. Često odbija pomoći Lightu, umjesto toga gleda kako se Light svim snagama bori za svoj cilj. Dosta je sebičan i radi samo ono što je u njegovom interesu. Isto tako zaboravlja Lightu reći ključne činjenice bilježnice smrti sve dok nije prekasno. Ryuku obožava jabuke i sve bi učinio da ih se domogne, opisujući da imaju efekt kao što na ljude djeluju cigarete i alkohol.
Rem je ženski Shinigami koja je dala Misi Death Note i oči shinigamija. Isto kao i Ryuk, Rem posjeduje dvije bilježnice smrti. Jako brine o Misi i to ne skriva. Jednom je zaprijetila Raitu ako Misin život nestane prije vremena, da će ga ubiti tako i uzimajući svoj vlastiti život.
Sidoh je Shinigami koji je ispustio bilježnicu smrti koji ju zatim Ryuk, pokupio te dao Lightu. Sidoh tada ne posjeduje nijednu bilježnicu smrti te zato, želeći vratiti svoju bilježnicu pomaže Mellu i mafiji u njihovom planu obrane protiv japanske policije, ali kada Ryuk dođe na stranu japanske policije uspije uvjeriti Sidoha da ne pomaže Mellu i da ne počini ništa protiv japanske policije (Ryuk se pretvara da je na strani japanske policije po Lightovoj zamolbi). Nakon toga dobije svoju bilježnicu natrag.

## Pravila bilježnice smrti
Prije nego što je ispustio bilježnicu smrti na zemlju Ryuuku je napisao pravila na engleskom jeziku jer je vjerovao da je taj jezik najrašireniji u ljudskom svijetu.
Ryukuova pravila bilježnice smrti su:
- Čovjek čije je ime napisano u ovoj bilježnici će umrijeti.
- Osoba neće umrijeti ako pisac ne zamisli lice te osobe dok upisuje njihovo ime. Ovo sprečava da poginu osobe istog imena.
- Ako je uzrok smrti napisan tijekom 40 sekundi nakon imena, dogodit će se.
- Ako uzrok smrti nije napisan, osoba će umrijeti od infarkta miokarda.
- Nakon pisanja uzroka smrti, imate 6 minuta i 40 sekundi (400 sekundi) da napišete detalje smrti.

### Lažna pravila
Kako bi zavarao L-a i policiju, Raito je nagovorio Ryukua da napiše dva lažna pravila u bilježnicu smrti. Ta pravila jesu:
- Ako nakon posljednjeg ubojstva prođe 13 dana bez nove žrtve, vlasnik bilježnice smrti će umrijeti.
- Ako je Death Note spaljen, uništen ili na bilo koji način oštećen, svi koji su ga dotakli će umrijeti.

## Popis manga izdanja
1. Dosada

2. Savez

3. Žestoka trka

4. Ljubav

5. Tabula rasa

6. Zamjena

7. Nula

8. Meta

9. Kontakt

10. Eliminacija

11. Srodne duše

12. Kraj

### Anime
Anime je podijeljen na 37 epizoda, baziranih na mangi.

## Filmovi
- Anime:
  - Death Note Relight - Visions of a god
  - Death note Relight - L's Successors
- Filmovi:
  - Death Note
  - Death Note: The Last Name
  - L: Change The World

## Anime uvodne i završne pjesme

### Uvodne pjesme
- the WORLD od 'Nightmare' (epizode 1-19)
- "What's up, people?!" od 'Maximum the Hormone' (epizode 20-37)

### Završne pjesme
- "Alumina" od 'Nightmare' (epizode 1 - 19)
- "Despair Billy" od 'Maximum the Hormone' (epizode 20 - 36)
- "Coda ~ Death Note" od 'Yoshihisa Hirano' (epizoda 37)

## Utjecaj i kritike
Uspjeh i popularnost ove manga serije je strahovito brzo narasla otkad se prvi put pojavila na web stranicama. U Japanu je otkriven masovni utjecaj medija kao i velik broj čitatelja i prodaje koji su pridonijeli velikom prihodu za velike robe. 31. prosinca 2008, svih 20 dijelova su prodali 26 i pol milijuna kopija u Japanu čime su ušli među bestselerima časopisa Shōnen Jump. Zbog uspjeha mange nastala je animirana verzija, videoigre, igrani filmovi i mnoge druge komercijalne robe.
Međunarodni prijem je također sjajno prošao te je Bilježnica smrti dobrodošla u mnogim 
zemljama. Nažalost, u SAD-u su mnogi učenici znali biti suspendirani s nastave nakon što bi "napravili" vlastite bilježnice smrti i upisivali imena drugih učenika u njih. Osim toga, 28. rujna 2007., u Belgiji su pronađena dva papirića s tiskanim latiničnim slovima "Watashi wa Kira dess", što je krivo napisano "ja sam Kira" na japanskom (dess bi trebala biti čestica です desu, iako se izgovara kao "dess" - 私はキラです watashi wa Kira desu), kraj ostataka žrtve ubojstva. Slučaj je nazvan "Mangamoord" (u prijevodu Manga ubojstvo) u belgijskim medijima. Dvojica ubojica su uhvaćeni i privedeni pravdi.

## Vanjske poveznice
- Death Note manga web stranica
- Anime web stranica
- Viz Media Death Note web stranica  Arhivirana inačica izvorne stranice od 16. svibnja 2008. (Wayback Machine)
- Madman Entertainment's Death Note web stranica  Arhivirana inačica izvorne stranice od 25. siječnja 2022. (Wayback Machine)
- Death Note na Wikia
- Death Note Anime  Arhivirana inačica izvorne stranice od 1. travnja 2009. (Wayback Machine)